# Jacqueline Pardon
Pour les articles homonymes, voir Pardon (homonymie).
Jacqueline Pardon est une figure de la Résistance française, née le 4 septembre 1921 à Paris où elle est morte le 16 janvier 2009.

## Biographie
Fille d'un industriel, Jacqueline Pardon passe sa jeunesse dans un milieu bourgeois catholique. Elle est membre de la Jeunesse étudiante chrétienne (JEC).
Étudiante en philosophie en Sorbonne, elle entre très tôt dans la Résistance par l'intermédiaire de Robert Salmon et Philippe Viannay, fondateurs du mouvement Défense de la France en 1940. Si elle est écartée des décisions politiques du mouvement, apanage des hommes, elle assure le secrétariat général du journal Défense de la France, dont le premier numéro est imprimé dans les sous-sols de l'université de la Sorbonne en août 1941. Elle participe aussi au recrutement de nouveaux membres – c'est elle qui fait entrer dans le mouvement Geneviève de Gaulle au début de 1943 – et à la fabrication de faux papiers.
Elle est arrêtée, ainsi que son futur mari, Jacques Lusseyran, et une quarantaine de membres du réseau, le 20 juillet 1943, incarcérée à Fresnes puis libérée en décembre 1943. Elle reprend son action peu avant la Libération et devient l'adjointe de Claude Monod, un des deux membres du réseau à qui les FFI confient le commandement de la région D, qui correspond à la Bourgogne et Franche-Comté. Elle est envoyée en 1945 à Belfort et participe au rapatriement des déportés.
Après la guerre, elle devient professeur de philosophie et membre du conseil d'administration de France-Soir, nouveau nom du journal Défense de la France. Elle s'investit beaucoup dans le concours national de la Résistance et de la déportation dont elle a présidé de longues années le jury parisien.

## Décoration
- Médaille de la Résistance française (décret du 31 mars 1947)[2]